# Epidemiologija
Epidemiologija je znanost koja proučava širenje i čimbenike bolesti u ljudskom stanovništvu (Rothman i Greenland) te primjena te znanosti na rješavanje zdravstvenih problema (Last, 2001.). 
Epidemiologija se smatra temeljnim skupom metoda u svim istraživanjima javnog zdravstva, te ima veliku primjenu u kliničkoj medicini kod utvrđivanja čimbenika rizika bolesti i određivanja najboljeg zdravstvenog djelovanja u kliničkoj praksi. Epidemiologija se kao znanost bavi čimbenicima koji utječu na zdravlje i bolest pojedinaca i društava, pa u tom smislu služi kao osnova i logički temelj za intervencije u interesu javnog zdravstva i za preventivnu medicinu. 
Epidemiolog se bavi pitanjima od onih praktičnih, kao što je istraživanje epidemija, utjecaj okoliša i promicanje zdravlja, do onih teoretskih, kao što je razrada statističkih, matematičkih, filozofskih i bioloških teorija. U tu svrhu epidemiolozi koriste niz studija, od promatranja do pokusa, da prepoznaju kako utjecaji okoliša kao što su prehrana, HIV, stres i kemikalije objektivno dovode do posljedica kao što su bolest, zdravlje i zdravstveni pokazatelji. 
Epidemiološke se studije obično dijele na opisne, analitičke (koje proučavaju asocijacije, tj. uzročne odnose koji se obično podrazumijevaju) i eksperimentalne (taj se izraz obično odnosi na kliničko ili društveno liječenje i druge intervencije).
Epidemiolozi rade u raznim okolišima. Neki rade "na terenu", tj. u zajednici, obično u ustanovi javnog zdravstva, kao glavni stručnjaci za istraživanje i borbu protiv epidemija.